# 古今東西!浜村淳
古今東西!浜村淳(ここんとうざいはまむらじゅん)は、TBSラジオで放送されていたラジオ番組である。

## 概要
1998年3月まで、日曜夕方に放送されていた『お待たせしました 浜村淳です!』の時間帯変更に伴い、タイトルも変更された。内容に変更は無し。

## 放送期間
1998年4月〜2000年3月

## 放送日
- 毎週月曜日

## 放送時間
- 19:00〜20:20(〜1998年9月)
- 20:00〜21:20(1998年10月〜)

## 出演者

### パーソナリティ
- 浜村淳

### アシスタント
- 柳生美香(〜1999年8月)
- 阿部宏美(1999年9月〜)

## コーナー
今日の新聞から
時間帯は変われども浜村節は変わらず。大阪･毎日放送ラジオ『ありがとう浜村淳です』の人気コーナー｢今朝の新聞から｣の増刊号は関東ローカルで。
思い出は名曲とともに
思い出は映画とともに
TBSラジオ交通情報　ほか

## 備考
- 当時の浜村のスケジュールは、放送日の18時まで『ワイドABCDE〜す』（大阪ABCテレビ）への生出演のため東京での生放送は不可能であり、『お待たせしました浜村淳です』同様に大阪市内のスタジオからの中継放送が基本であった。(交通情報で警視庁交通管制センターとのやり取りに不自然な間があった等)
- 2代目アシスタントの阿部宏美は、アナウンサーとして勤務していたニッポン放送退社以来約6年ぶりに関東ローカルラジオ番組にレギュラー出演。
- 浜村淳・阿部宏美のコンビはMBSラジオ『浜村淳の茶屋町チャ・チャ・チャ』を経て、2006年10月から2008年9月まで、同局の名物番組であり当番組の元祖でもある『ありがとう浜村淳です』の木・金曜日で続いていた。